# چینو مورنو
کامیلو وانگ مورنو (به انگلیسی: Camilo Wong Moreno) معروف به چینو مورنو متولد ۲۰ ژوئن ۱۹۷۳، (۳۰ خرداد ۱۳۵۲) خواننده و گیتاریست گاه به گاه گروه آلترنتیو متال آمریکایی دفتونز می‌باشد.
مورنو برای فریادهای متمایز خود و همچنین صدای تنور آرامش بخش خود هنگامی که ملودیک وار می‌خواند به خوبی شناخته شده است. در رده‌بندی "۱۰۰ برتر خوانندگان هوی متال تمام دوران" مجله هیت پاریدر (Hit Parader) در سال ۲۰۰۷، رتبه ۵۱ را به دست آورد.